# Кингстон-Лейси
Кингстон-Лейси (или Ласи (Ласси), англ. Kingston Lacy) — дворянский усадебный дом и окружающее его одноименное поместье недалеко от Уимборн-Минстера в графстве Дорсет в Англии, в настоящее время принадлежащие британскому Национальному фонду объектов исторического интереса либо природной красоты. С XVII и до конца XX века это была резиденция семьи Бэнкс (англ. Bankes), члены которой ранее проживали неподалеку в замке Корф до его разрушения в ходе Гражданской войны в Англии, совершённого после того, как его тогдашние владельцы, сэр Джон Бэнкс и леди Мэри, приняли сторону неудачливого короля Карла I, проигравшего впоследствии войну вооруженным сторонникам Парламента. Семья владела частью 8000 акров окрестных дорсетских земель и береговой линии.

## История
Земли, на которых стоит дом, первоначально входили в состав королевской усадьбы в имении (маноре) Уимборн. Первоначальный господский дом, значительно расширенный в период Средневековья, стоял к северу от нынешнего здания и использовался в качестве охотничьего домика, при котором северо-западнее находился олений парк. Земли имения сдавались в аренду в пользу короны верным ей людям, включавшим лордов де Лейси (Ласси (de Lacys)), графов Линкольнских, занимавших его наряду с территориями Шепвика и Бландфорда (Бландфорд-Форум). К XV веку имение было сдано в аренду Джону Бофорту, герцогу Сомерсетскому, чья дочь леди Маргарет Бофорт, мать короля Генриха VII, была воспитана в Кингстон-Лейси.

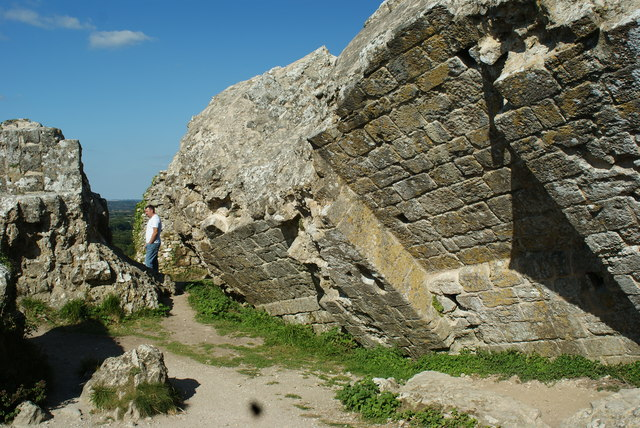
В XVII веке замок Корф был снесен по приказу парламента

К XVI веку дом был в руинах. В 1603 году король Яков I отдал эти земли сэру Чарльзу Блаунту, чей сын позже продал имение в 1636 году сэру Джону Бэнксу, который в 1634 году был назначен генеральным прокурором короля Карла I. Сэр Джон родился в Камберленде, а своими обширными юридическими трудами приобрел поместье с замком Корф. Во время английской Гражданской войны с 1642 года семья Бэнкс осталась верна короне, что привело к гибели сэра Джона в Оксфорде в 1644 году, и после двух Парламентских осад, которые пыталась отбить Мэри Бэнкс, к разрушению замка Корф в 1645 году.
В марте 1645 года парламент проголосовал за снос замка Корф, руины замка сохранились до сих пор. Его камни использовались местными разоренными крестьянами для того, чтобы восстановить свои собственные дома.

## Строительство

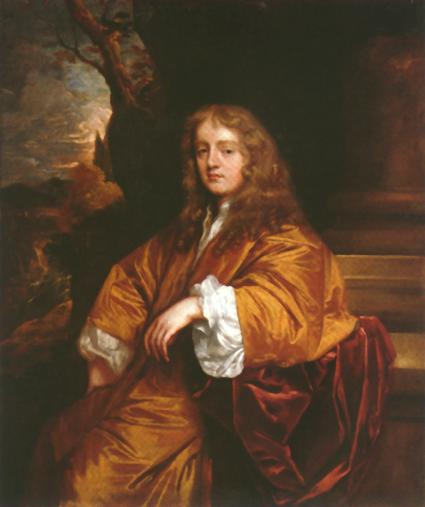
Сэр Ральф Бэнкс, при жизни которого был построен Кингстон-Лейси, портрет работы сэра Питера Лели.

После реставрации монархии в 1660 году семья Бэнкс вернула себе свои владения. Вместо того, чтобы восстановить разрушенный замок Корф, самый старший сын Ральф Бэнкс решил построить новый дом в их другом дорсетском имении близ Уимборна (Уимборн-Минстера).
В 1663 году Ральф поручил сэру Роджеру Пратту спроектировать новое имение, которое будет именоваться Кингстон-холл, на нынешнем месте, опираясь на проект Кларендон-хауса, который Ральф посещал до того несколько раз. Строительство здания из красного кирпича началось в том же году и было завершено к 1665 г. Здание имеет два основных этажа плюс подвал и мансарду, освещаемую через слуховые окна. Покрытая свинцовыми листами шатровая крыша имеет центральный плоский участок, окруженный балюстрадой с куполом, возвышающимся из его центра. В дом входят с севера через пристроенный позже, в середине XIX века порткошер (навес над подъездом), а расположенная к югу центральная дверь ведет к мощеной каменными плитами террасе, простирающейся на всю ширину здания. Восточный фасад имеет трехарочную лоджию с выходом в сад, в то время как западный ведет к более поздней, XVIII века прачечной и огороду.
Интерьеры были спроектированы под влиянием Иниго Джонса, но выполнены его наследником Джоном Уэббом, что подтвердилось много лет спустя, когда Национальный фонд обнаружил план Уэбба во время официального принятия усадьбы в своё ведение. Расположенный в центре 164 га усадьбы, новый дом был окружен 5 га регулярных садов и прогулочных площадок с цветниками, некоторые из которых были обнесены каменными заборами, в то время как строгие аллеи расходились лучами по всем окружающим 159 га парковых угодий.

## История
После смерти сэра Ральфа, наступившей в 1677 году, дом сдавался в аренду его вдовой с 1686 и 1688 годов герцогу Ормондскому. Джон Бэнкс Старший вернул имение семье в 1693 году и со своей женой Маргарет, дочерью сэра Генри Паркера из Хонингтон-холла в графстве Уорикшир завершил исполнение большей части первоначальных планов своего отца по развитию территории. После передачи усадьбы его второму сыну Генри в 1772 году, тот реконструировал дом, построил новый флигель для прислуги и огородил парковые угодья для лучшего управления их сельскохозяйственным использованием.
Закон об огораживаниях 1784 г. позволил Генри Бэнксу-младшему, внуку Ральфа Бэнкса, объединить усадебные земли на современной территории. Это позволило ему ликвидировать деревушку Кингстон, располагавшуюся рядом с относившимся к XVI веку домом егеря; отвести Блэндфордскую дорогу B3082; преобразовать бывшие сельскохозяйственные земли в парковые угодья. Он предпринял ещё некоторые незначительные изменения в 1820-х гг. прежде чем стал депутатом британского парламента от «гнилого местечка» Корф. Он был одним из попечителей Британского музея и его парламентским адвокатом, и некоторые из его личных коллекций, которые когда-то были частью усадьбы, в настоящее время находятся в музее. Бэнкс часто принимал своих друзей Уильяма Питта-младшего и Артура Уэлсли, 1-го герцога Веллингтона в своем доме.
Его сын, известный путешественник и искатель приключений Уильям Джон Бэнкс поручил своему другу Чарльзу Бэрри (Барри) (позднее получившему титул сэра, известному своей работой над Вестминстерским дворцом), облицевать краснокирпичное здание и увеличить своё второе имение Сотон-холл (Soughton Hall). Дом, который теперь стал официально известен как Кингстон-Лейси, был значительно реконструирован Бэрри в период между 1835 и 1838 годами: он облицевал кирпичные стены чилмаркским известняковым камнем (использовавшимся и при возведении знаменитого древнего собора в Солсбери); добавил по высокой трубе в каждом углу и понизил уровень земли с одной стороны, обнажив цокольный этаж и сформировав новый парадный вход. Он также посадил липовые аллеи вдоль Блэндфордской дороги, из которых сегодня около 3,5 км сохранились.

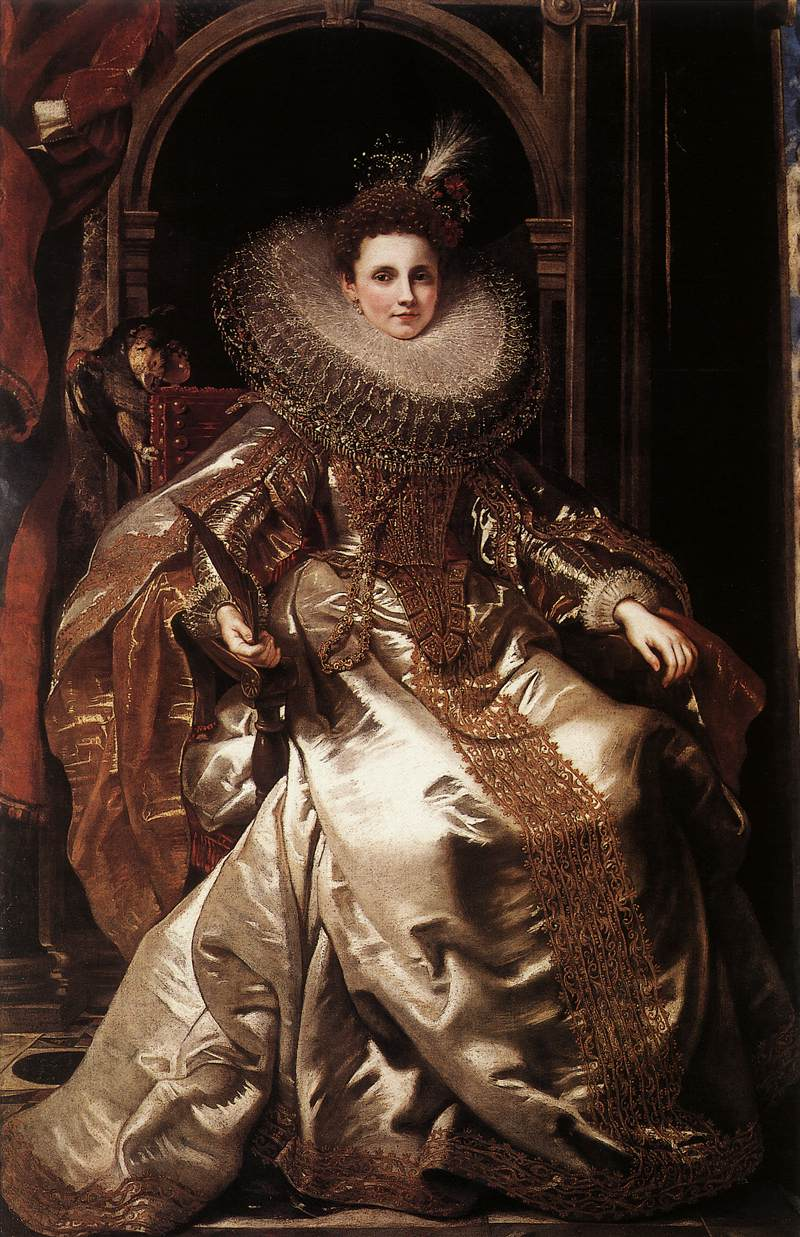
Питер Пауль Рубенс. Портрет Марии Серра Паллавичино из собрания Кингстон-Лейси.

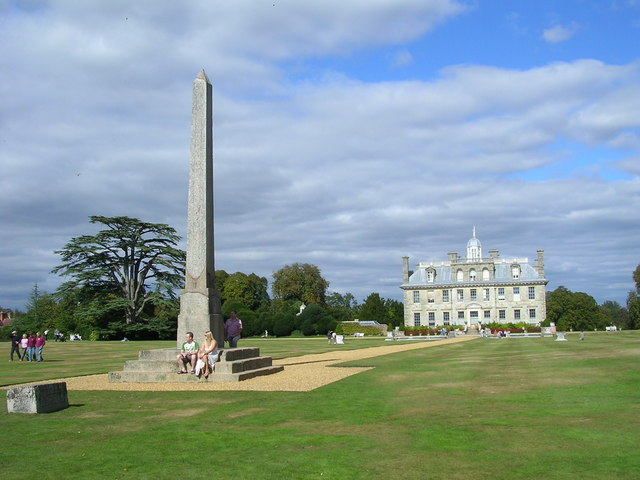
Древнеегипетский жреческий обелиск с острова Филы на реке Нил перед домом в Кингстон-Лейси

Уильям Джон Бэнкс собрал большинство тех предметов старины, которые в настоящее время являются частью коллекций усадьбы. Он много путешествовал по Ближнему Востоку и Востоку в целом, собрав крупнейшую частную коллекцию египетских древностей в мире. Наиболее заметным является жреческий обелиск с египетского острова Филы, который он привез из Египта, выделяющийся на территории имения и представляющий интерес для ученых, расшифровывающих его надписи. Он также приобрел в Генуе, в Италии портрет Марии ди Антонио Серра работы Питера Пауля Рубенса, написанный по случаю её бракосочетания с герцогом Николо Паллавичини в 1606 г.
В 1841 году, после того, как он был уличен в скандальном гомосексуальном эпизоде, который мог бы привести к его судебному преследованию и гибели, Уильям Джон бежал из страны в Италию. Он продолжал возвращать предметы, которые собирал, в дом и, по слухам, возвращался в дом иногда, чтобы осмотреть свою коллекцию, вплоть до своей смерти в Венеции в 1855 г.
Во время отсутствия Уильяма Джона имением управлял его брат, каноник Джордж Бэнкс, который унаследовал имение по смерти братьев, но за год до своей собственной в 1857 г. Его самый младший внук Уолтер Ральф унаследовал имение в 1869 году; он в последующем был в браке с Генриеттой и имел сына по имени Генри Джон Ральф Бэнкс. После смерти Уолтера, произошедшей в 1902 году, его вдова произвела последние значительные изменения в тогдашнем поместье, в том числе предприняла строительство церкви (1907 г.), новых въездных павильонов (1912-13гг.) и многочисленных усадебных коттеджей. В 1923 году управление перешло к Ральфу Бэнксу, прапрапрапрапрапраправнуку создателя нынешней усадьбы сэра Ральфа Банкса. Во время Второй мировой войны 2 в юго-восточной части парка был создан обширный военный лагерь, и она была восстановлена только после того, как Национальный фонд принял имение в собственность.
По своей смерти, наступившей в 1981 году, Ральф завещал имение Кингстон-Лейси (в том числе 12 работающих ферм и замок Корф) Национальному фонду, что является крупнейшим завещательным дарением в пользу этой организации на сегодняшний день.

## Коллекции
На экспозиции в доме представлена ценная коллекция изящного искусства и предметов старины, которая была собрана многими поколениями семьи Бэнкс. В одной из комнат, Испанском зале (названном так из-за картин Мурильо, которые были развешаны там), стены увешаны золоченой кожей. Это помещение было недавно реставрировано по цене в несколько сотен тысяч фунтов в течение пяти лет. Другие важные коллекции включают живописные изображения семьи, уходящей корнями в историю более чем на 400 лет. Другие произведения искусства включают работы Веласкеса, Ван Дейка, Тициана и Брейгеля.
Помимо Испанского зала, самой характерной из комнат является библиотека, на стене которой висят огромные ключи от разрушенного замка Корф, возвращенные в руки Мэри Бэнкс после защиты ею замка Корф во время Гражданской войны. Парадная опочивальня чрезвычайно богато декорирована и принимала таких важных гостей, как кайзер Вильгельма II, который останавливался в усадьбе с семьей в течение недели в 1907 г. Парадная лестница являет пример прекрасной работы по камню и имеет три огромные статуи, которые смотрят на сады со своих постаментов. Они изображают сэра Джона Бэнкса и леди Бэнкс, защитников замка Корф, и их покровителя, Карла I.
На территории усадьбы есть Бэдбери-рингс (городище времен железного века) и древнеримская дорога от Дорчестера до Старого Сарума (район города Солсбери и мегалитического памятника Стоунхенджа). Из числа усадебных строений следует отметить несколько огромных каменных ворот, которые стоят на въездах в поместье Лейси. Дом и сады открыты для публики и в 2011 г. приняли 234 124 посетителя.

## Интересные факты
- Интерес к древнеегипетскому наследию и, в частности, наследию острова Филы был подогрет европейскими средствами массовой информации в связи с проведением исследовательского космического полета в рамках проекта Европейского космического агентства «Розетта» к комете Чурюмова-Герасименко с посадкой 12 ноября 2014 г. на ядро кометы спускаемого аппарата «Филы», названного в честь острова[6]. Весь проект также назван по важному европейскому открытию в области древнеегипетской культуры, а один из лабораторных модулей назван «Птолемей»[6][7].
- В середине второго десятилетия 21-го века н. э. британские ученые проводят исследование состояния обелиска и надписей на нём с использованием новейших методик[6]. Оксфордские ученые надеются лучше разобрать нечетко читавшуюся греческую надпись, а также удостовериться, что на старой литографии египетские иероглифы воспроизведены с обелиска правильно. Для этого надписи фотографируются под разными углами, что позволит устранить искажение изображений рельефных знаков их тенями (рефлективная трансформационная визуализация, англ. RTI — reflective transformational visualisation — см. Polynomial texture mapping).

## Галерея

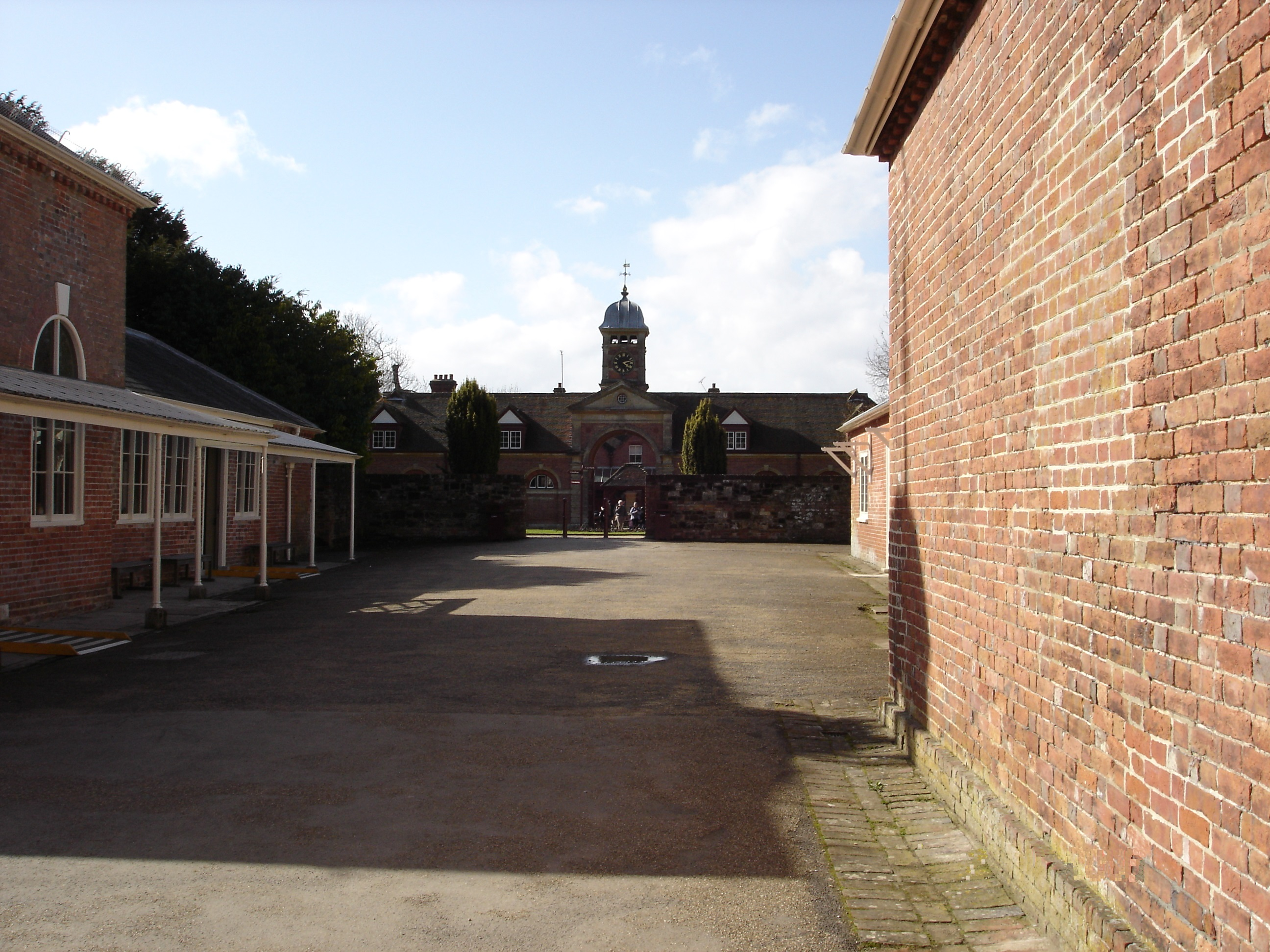
Кингстон-Лейси: кухни, прачечные и конюшни.
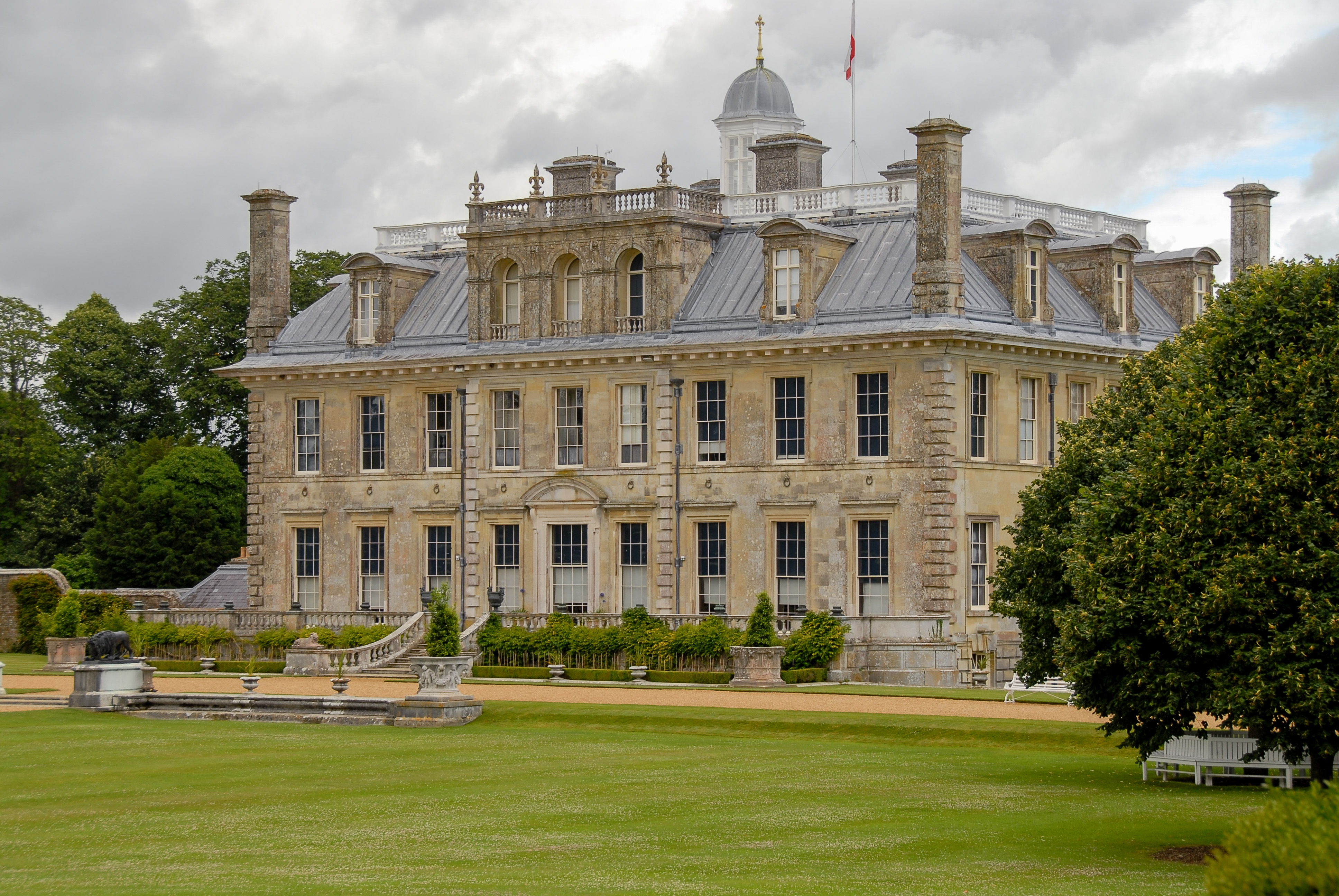
Вид дома с юго-запада.
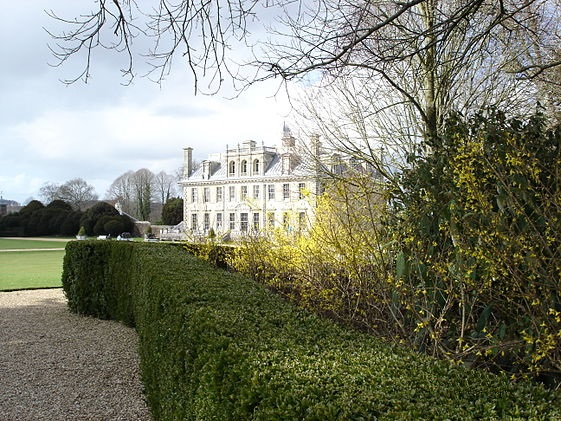
Вид на дом со стороны сада
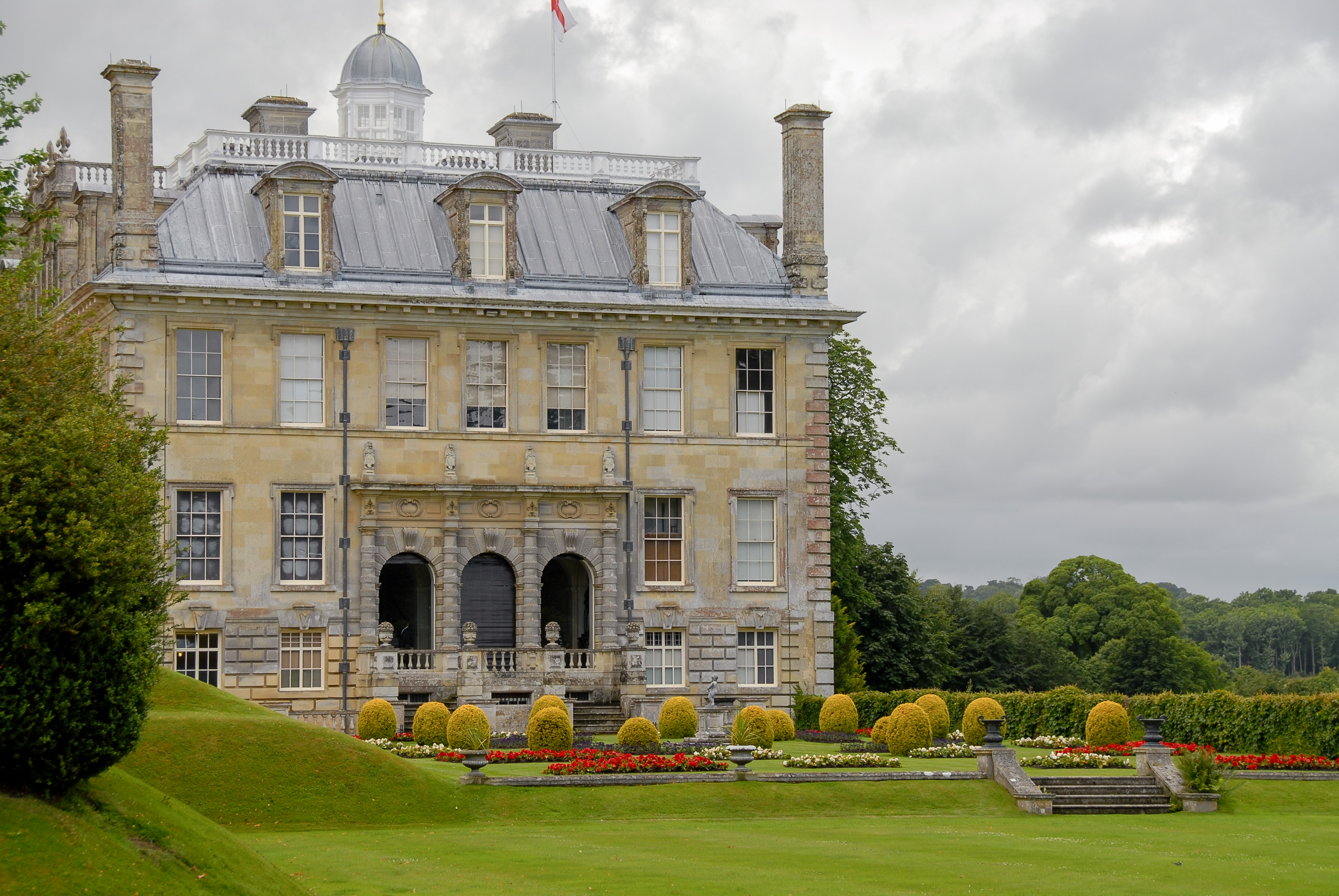
Восточный фасад дома.